# ストーム (コンサート)
ストーム（storm）とは、ロックやヘヴィメタル、ハードコアなどのギグやライブコンサートで見られる共鳴的動作の一つ。サークルモッシュ、サークルピット、左回りなどと呼ばれることもある。
複数のオーディエンスが、ある一点を軸に竜巻さながらの渦のような人の流れを生み出す現象で、とりわけギグやブロックで区切られた構成を採用するライブコンサートで見られる。「ムカデ競争の竜巻」という形容が似合う。エアギター、ヘッドバンギング、モッシュダイブなどと共に見られる動作である。左回りの通称の通り、反時計回りに回るのが慣例であるが、意図的に途中で右回り（時計回り）に転換するケースも存在する。
強制的に多数の人間によって引き起こされた流れに抵抗することは困難で、しばらくの間ストームが生み出された空間は騒然となる。ギグ初心者を驚愕させる現象の一つでもあり、モッシュダイブ同様会場における眼鏡などの着用を懸念させる要素の一つである。

## 関連するトピック
- エアギター
- ヘッドバンギング
- メロイック・サイン
- モッシュダイブ